# Michael Buchheit
Michael Anton Buchheit (Fráncfort, 25 de octubre de 1967) es un deportista alemán que compitió en remo.
Ganó cinco medallas en el Campeonato Mundial de Remo entre los años 1989 y 1995. Participó en los Juegos Olímpicos de Atlanta 1996, ocupando el quinto lugar en la prueba de cuatro sin timonel ligero.

## Palmarés internacional
| Representando a la RFA   |                      |                   |                           |
| Campeonato Mundial       |                      |                   |                           |
| Año                      | Lugar                | Medalla           | Prueba                    |
| 1989                     | Bled (Yugoslavia)    | Medalla de oro    | Cuatro sin timonel ligero |
| 1990                     | Tasmania (Australia) | Medalla de oro    | Cuatro sin timonel ligero |
| Representando a Alemania |                      |                   |                           |
| Campeonato Mundial       |                      |                   |                           |
| Año                      | Lugar                | Medalla           | Prueba                    |
| 1991                     | Viena (Austria)      | Medalla de oro    | Doble scull ligero        |
| 1992                     | Montreal (Canadá)    | Medalla de bronce | Ocho con timonel ligero   |
| 1995                     | Tampere (Finlandia)  | Medalla de bronce | Cuatro sin timonel ligero |